# حماضية
الأكساليدية أو الفصيلة الحُمّاضِيّة أو الحُمَّيْضِيَّة فصيلة نباتية صغيرة تتبعها ثمانية أجناس من النباتات العشبية مثل الحُمّاض.

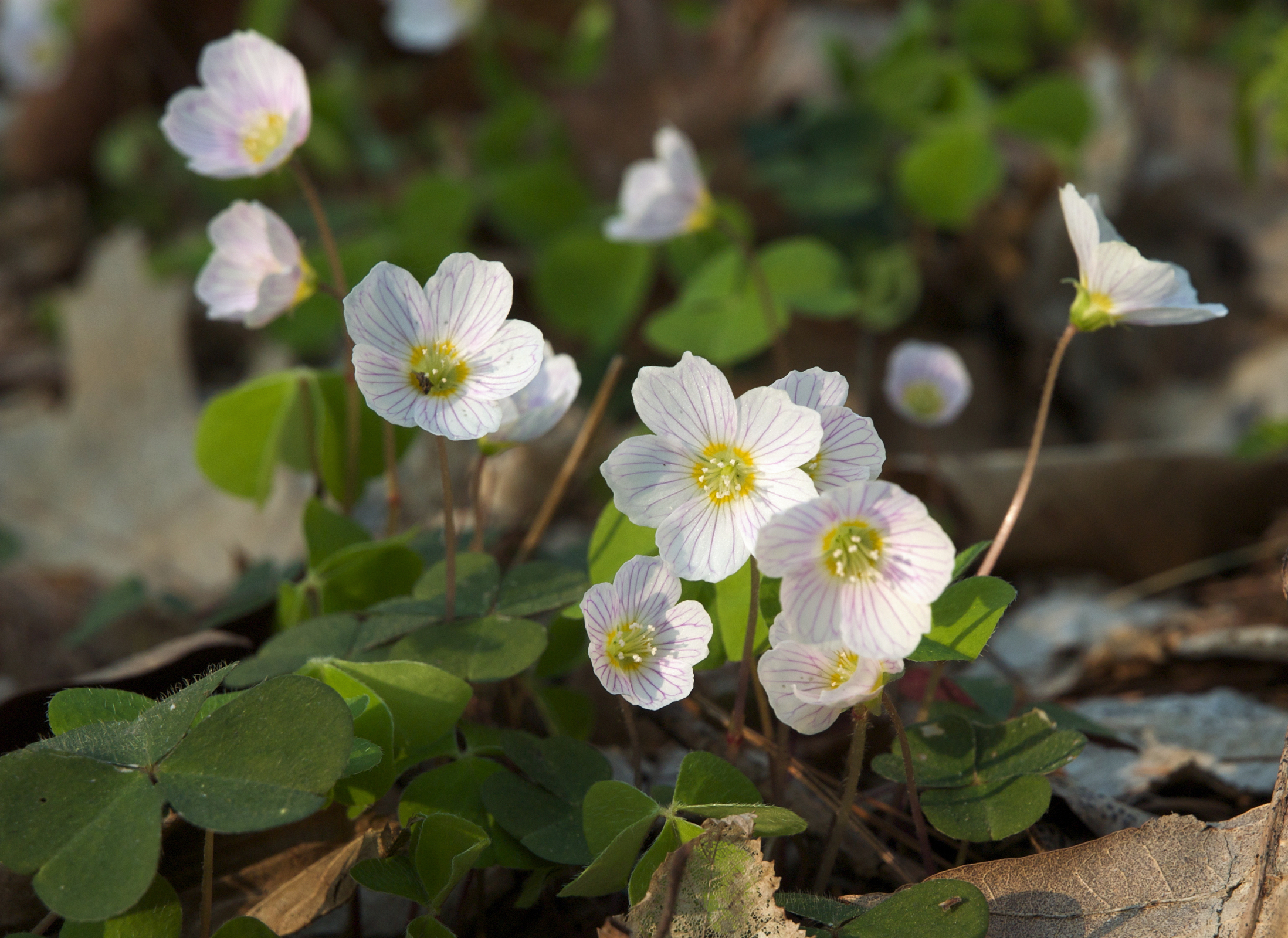
أوراق وأزهار الحماض الصغير.

## الأجناس
- الرشدية
- الأقصليس